# Серебрянское сельское поселение (Крым)
Серебря́нское се́льское поселе́ние (укр. Серебрянське сільське поселення, крымскотат. Серебрянка кой юрту, Мунус кой юрту) — муниципальное образование в составе Раздольненского района Республики Крым России.

## География
Поселение расположено на юго-востоке района, в степном Крыму. Граничит на востоке и севере с Ботаническим, на западе со Славновским, на юге с Берёзовским и на юге востоке — с Зиминским сельскими поселениями.
Площадь поселения 168,83 км².
Основная транспортная магистраль: автодороги 35Н-430 Серебрянка — Орловка (по украинской классификации — С-0-11110).

## Население
| 2001  | 2014  | 2015  | 2016  | 2017  | 2018  | 2019  |
| ----- | ----- | ----- | ----- | ----- | ----- | ----- |
| 3016  | ↘2001 | ↗2006 | ↗2010 | ↘1989 | ↘1980 | ↘1954 |
| 2020  | 2021  |       |       |       |       |       |
| ↗1964 | ↗2291 |       |       |       |       |       |

## Состав сельского поселения
Поселение включает 6 населённых пунктов:
| № | Населённый пункт | Тип населённого пункта | Население на 2014 год |
| - | ---------------- | ---------------------- | --------------------- |
| 1 | Серебрянка       | село, центр            | ↘833                  |
| 2 | Бахчёвка         | село                   | ↘46                   |
| 3 | Каштановка       | село                   | ↘43                   |
| 4 | Орловка          | село                   | ↘787                  |
| 5 | Соколы           | село                   | ↘168                  |
| 6 | Чехово           | село                   | ↘124                  |

## История
В апреле 1974 года был образован Серебрянский сельский совет и на 1 января 1977 года уже имел современный состав. С 12 февраля 1991 года сельсовет в восстановленной Крымской АССР, 26 февраля 1992 года переименованной в Автономную Республику Крым. По Всеукраинской переписи 2001 года население совета составило 2734 человека. С 21 марта 2014 года в составе Крыма аннексировано Россией. Законом «Об установлении границ муниципальных образований и статусе муниципальных образований в Республике Крым» от 4 июня 2014 года территория административной единицы была объявлена муниципальным образованием со статусом сельского поселения.